# 여름의 레몬선
《여름의 레몬선》(중국어 간체자: 夏日柠檬船, 정체자: 夏日檸檬船, 병음: Xiàrì Níngméng Chuán 샤리닝멍촨[*], 한자음: 하일녕몽선)는 중국의 걸 그룹 SNH48의 열여섯 반째 EP이다. 타이틀 곡의 센터 포지션은 황팅팅이 맡았다.

## 수록 내용
| #  | 제목                                | 작사     | 작곡       | 편곡      | 가창 유닛 | 재생 시간 |
| -- | ----------------------------------- | -------- | ---------- | --------- | --------- | --------- |
| 1. | 〈여름의 레몬선〉 (夏日柠檬船)      | 저우치얼 | 타오저     | 선발 멤버 |           |           |
| 2. | 〈제48구〉 (第48区)                 | 톈러     | 두즈원     | 팀SII     |           |           |
| 3. | 〈한정된 시기〉 (限定季)            | 샤오7    | SHIMA      | 팀NII     |           |           |
| 4. | 〈아주 먼 꿈〉 (遥远的梦)           | 간스자   | Arisa Sato | 팀HII     |           |           |
| 5. | 〈바람의 노래를 들어봐〉 (且听风吟) | 간스자   | Arisa Sato | 팀X       |           |           |
| 6. | 〈여름의 색〉 (夏之色)              | 새오7    | SHIMA      | 팀XII     |           |           |

| #  | 제목                                 | 작사              | 작곡                | 편곡            | 가창 유닛 | 재생 시간 |
| -- | ------------------------------------ | ----------------- | ------------------- | --------------- | --------- | --------- |
| 1. | 〈여름의 레몬선〉 (夏日柠檬船)       | 저우치얼          | 타오저              | 선발 멤버       |           |           |
| 2. | 〈내가 선택한 너〉 (选择我的你)      | Apeach            | 7key Once           | BEJ48 팀B       |           |           |
| 3. | 〈대단한 ice cream〉 (非常ice cream) | Apeach            | 7key Once           | BEJ48 팀E       |           |           |
| 4. | 〈마음의 퍼즐〉 (心的拼图)           | 장아이            | 7key Once           | BEJ48 팀J       |           |           |
| 5. | 〈너무 예뻐예뻐〉 (闪靓靓)           | Mayu Huang 황펑이 | 진위안이, 퍄오즈좐  | GNZ48 팀G       |           |           |
| 6. | 〈여름의 협주곡〉 (夏日协奏曲)       | Andy C            | Aaron H, 탕사오와이 | GNZ48 Team NIII |           |           |
| 7. | 〈Say you Love Me〉                  | 랴오윈페이        | Steve Wu, 진위안이  | GNZ48 Team Z    |           |           |
| 8. | 〈분홍 성보〉 (粉色城堡)             | 랴오위            | Mcflied Chicken     | SHY48 팀SIII    |           |           |
| 9. | 〈꿈의 좌표〉 (梦想坐标)             | 천신루            | 린쯔젠              | SHY48 팀HIII    |           |           |

## 선발 멤버

### 여름의 레몬선
(센터 : 황팅팅)
- 팀SII : 뤼이, 모한, 쑨루이, 우저한, 쉬쯔솬, 위안위전
- 팀NII : 허샤오위, 황팅팅, 쉬이, 장야멍
- 팀HII : 류중란, 류페이신, 우옌원, 셰니, 양후이팅, 장신
- 팀X : 사오쉐충, 쑹신란, 왕샤오자, 셰톈이, 양빙이
- 팀XII : 류쩡옌, 옌자오쥔, 장이
- BEJ48 팀B : 후샤오위, 뉴충충
- BEJ48 팀E : 류성난
- GNZ48 팀G : 천커
- GNZ48 팀NIII : 루징, 정단니
- SHY48 팀SIII : 루톈후이, 자오자루이

뮤직 비디오 촬영지는 오스트레일리아 시드니이다.

### 제48구
(센터 : 모한)
- 팀SII : 천관후이, 천쓰, 다이멍, 장윈, 쿵샤오인, 리위치, 모한, 첸베이팅, 쑨루이, 우저한(팀X 겸임), 쉬천천, 쉬자치, 쉬쯔솬, 위안단니(팀HII 겸임), 위안위전, 장위거

### 한정된 시기
(센터 : 쥐징이, 완리나)
- 팀 NII : 천자잉, 천원옌, 궁스치, 황팅팅, 허샤오위, 쥐징이, 린쓰이, 루팅, 리이퉁, 완리나, 쉬이, 이자아이, 자오위에, 저우이, 쩡옌펀

### 아주 먼 꿈
(센터 : 류중란)
- 팀HII：하오완칭, 류중란, 린난, 류페이신, 리칭양, 선멍야오, 쑨전니, 왕바이숴, 우옌원, 쉬한, 셰니, 쉬이런, 쉬양위줘, 위안황, 양후이팅, 장신

### 바람의 노래를 들어봐
(센터 : 사오쉐충)
- 팀X : 천린, 펑샤오페이(팀SII 겸임), 리징, 리자오, 치징, 사오쉐충, 쑹신란, 쑨신원, 왕자링, 왕수, 왕샤오자, 셰톈이, 양빙이, 양윈위, 장단싼, 장자위

### 여름의 색
(센터 : 페이친위안)
- 팀XII：페이친위안, 훙페이윈, 장산, 장수팅, 리자언, 뤼멍잉, 류쩡옌, 판잉치, 쑹위산, 쉬스치. 옌자오쥔, 위자아이, 장원징, 쩡샤오원, 장이

### 내가 선택한 너
(센터 : 돤이솬)
- BEJ48 팀B : 천메이쥔, 돤이솬, 펑쉐잉, 후샤오위, 류수셴, 린시허, 뉴충충, 칭위원, 원옌, 톈수리, 우웨리, 슝쑤쥔, 샤웨, 옌밍쥔, 장멍후이

### 대단한 ice cream
(센터 : 리쯔)
- BEJ48 팀E : 천자오허, 천첸난, 펑쓰자, 리나, 류성난, 리스옌, 리샹, 뤄쉐리, 리위안위안, 리쯔, 마위링, 쑤산산, 쉬쓰양, 양이판, 장샤오잉, 정이판

### 마음의 퍼즐
(센터 : 런웨린)
- BEJ48 팀J : 천야위, 팡레이, 거쓰치, 황언루, 리훙야오, 류셴, 런신이, 런웨린, 스위사, 쑨위산, 왕위산, 쉬완위, 예먀오먀오, 양예, 장화이진, 장한쯔모

### 너무 예뻐예뻐
(센터 : 셰레이레이)
- GNZ48 팀G : 천커, 천위치, 두위웨이, 가오위안징, 황리룽, 리친제, 린자페이, 류멍야, 류샤오샤오, 뤄한웨, 샹윈, 셰레이레이, 양친잉, 쩡아이자, 장카이치, 장충위

### 여름의 협주곡
(센터 : 루징)
- GNZ48 팀NIII : 천후이징, 천난스, 천신위, 펑자스, 훙징원, 리이훙, 류리페이, 류첸첸, 루징, 탕리자, 셴선난, 샤오원링, 슝신야오, 정단니, 쭤자신, 쭤징위안

### Say you Love Me
(센터 : 룽이루이)
- GNZ48  팀Z : 천구이쥔, 천쯔잉, 다이링, 두추린, 류자이, 룽이루이, 눙옌핑, 왕추이페이, 왕중이, 왕쓰웨, 왕잉, 왕쯔신, 양커루, 양위안위안, 장신위, 자오이민

### 분홍 성보
(센터 : 자오자루이)
- SHY48 팀SIII : 천징원, 펑이잉, 푸쯔치, 관쓰위, 한자러, 리후이, 류자오, 류나, 루톈후이, 라이쯔시, 친스, 쑨민, 왕스멍, 양위한, 자오자루이, 주옌

### 꿈의 좌표
(센터 : 류징한)
- SHY48 팀HIII : 둥쓰자, 가오즈셴, 커우청시, 류자오, 류징한, 리칭, 리시닝, 취웨멍, 런위칭, 왕진밍, 쉬페이란, 양샤오, 장아이징, 정제리, 장루이, 장윈멍

### 참조주
1. ↑  “SNH48“我心翱翔”第四届偶像年度人气总决选5月启动！” (중국어). 2018년 8월 3일에 원본 문서에서 보존된 문서. 2018년 1월 22일에 확인함.